# Joëlle Vallez
Joëlle Vallez, née le 21 juin 1988 à Cannes, est une trampoliniste française. 
Elle est championne de France en individuel en 2010, championne de France en synchronisé en 2008, 2009 et 2012 et championne de France par équipe en 2011.  Elle est médaillée de bronze par équipe aux Championnats d'Europe en 2010 et médaillée d'argent en synchronisé aux Jeux européens de 2015. Joëlle donne des cours de trampoline à Franconville et à Bois-Colombes